# رمرم
رَمرَم أو رَمرَام هو نوع من النباتات في الفصيلة القطيفية. مهد هذا النبات أوروبا وأجزاء من آسيا وشمال إفريقيا لكنه منتشر في جميع أنحاء العالم لا سيما في المناطق الاستوائية وشبه الاستوائية نظرًا لسهولة استقدامه. وهو عشب شائع في الحقول وجوانب الطرق.

## الوصف
هذا عشب حولي يطول 70 سم مع ساق منتصبة تكون حمراء أو حمراء مخطّطة بالأخضر ومورق بأوراق خضراء. الأوراق بيضاوية إلى مثلثة مسننة وعريضة ناعمة على السطح العلوي وغبراء على الجوانب السفلية.

## الاستخدام
البذور مأكولة وقد تؤكل البراعم والسيقان والأوراق مثل الخضار الورقية.